# Clare Torry
Clare Torry (* 29. listopadu 1947) je britská zpěvačka. V roce 1973 spolupracovala s britskou skupinou Pink Floyd, pro jejíž píseň „The Great Gig in the Sky“ z alba The Dark Side of the Moon nahrála vokály. V pozdějších letech spolupracovala s baskytaristou skupiny Rogerem Watersem na jeho albech When the Wind Blows (1986) a Radio K.A.O.S. (1987). V roce 1979 zpívala v písni „Don't Hold Back“ z alba Eve skupiny The Alan Parsons Project. Spolupracovala i s dalšími hudebníky, mezi které patří Olivia Newton-Johnová, Serge Gainsbourg nebo Meat Loaf.